# 非価格競争
非価格競争（ひかかくきょうそう、英 non-price competition）とは、価格以外のすべての面における競争のこと。「価格競争」と対比的な概念。

## 概説
非価格競争においては、売り手の側は価格の低下を回避し、価格以外のマーケティング施策によって強みを強化しようとする。（念のために説明しておくと）非価格競争というのは、価格を固定させて全く上下に変化させないということではなく、価格ではない 他の何かのほうに重点を置く、ということである。
A Practical Approach to Marketing Managementによると、企業では、（価格競争は往々にしてコントロールが効かなくなってしまう、と考えられるのに比べて）非価格競争のほうがコントロールしやすいと考えられている。価格競争では競合他社が価格を下げると自社も追随することになり結局 売上高は落ちてしまうが、非価格競争では、たとえ競合他社が価格を下げてきたとしても、しっかりした基盤はあり売上を維持することができる。
非価格競争の闘いかたはいくつもあるが、特に有効なのは、強固なブランドという資産を作ることである。また同様に有効なのは、他には無いような固有の製品を提供しておいてそれに関する効果的かつ高水準のプロモーション活動を行うことである。ほかにも非価格競争の手段としては、包装の改良、高品質のアフターサービス、製品保証 等々が挙げられる。
『流通用語辞典』 によると、現代では、価格競争だけでなく、むしろこの非価格競争のほうが非常に激しい、とのことで、メーカーが直面している非価格競争としては、商品・サービスの《差別化》の競争、新しい需要層を開拓するための《市場の細分化》や販売チャネルづくりの競争、広告での競争、販売促進活動の競争 等々があるとのことである。
歴史的事例
例えば19世紀後半の米国では、鉄橋製造業者の間で競争が生じて価格競争に陥り、より低価格で売るために より粗悪な鉄で鉄橋を作る業者が増え、ついにはしばしば橋の崩壊事故が起き人命が多数失われるほどの状況となったが、アンドリュー・カーネギーは価格で競争することはせず値引きはせず、自社製品の品質を保持・向上させることに注力し、他社製品と比べて高品質で安全であることを強く訴求したことで、むしろ顧客が増え成功を収めたことが知られる。